# James Cutler Dunn Parker
James Cutler Dunn Parker (né le 2 juin 1828 à Boston – mort le 27 novembre 1916 à Brookline, Massachusetts) est un compositeur américain.

## Biographie
James Cutler Dunn Parker naît le 2 juin 1828 à Boston.
Après avoir été diplômé de la Faculté de droit de Harvard, Parker est élève du conservatoire de Leipzig en 1851 où il étudie le piano avec Ignaz Moscheles et Louis Plaidy et la composition musicale avec Julius Rietz et Ernst Richter. De 1867 à 1897 il est organiste à l'église de la Trinité de Boston. Il joue également de l'orgue pour les concerts de la Société Handel-et-Haydn. Il enseigne au Conservatoire de musique de la Nouvelle-Angleterre de 1871 à 1897.
Parker compose des hymnes, des cantates, des oratorios, de la musique sacrée et des œuvres pour piano. Il écrit en outre deux ensembles de pièces pédagogiques et traduit en anglais les « Harmonielehre » de Richter.